# واکاپادانکاندال - متپولیانکولام
واکاپادانکاندال - متپولیانکولام (به لاتین: Vakkappaddankandal-Metpuliyankulam) یک منطقهٔ مسکونی در سری‌لانکا است که در استان شمالی (سری‌لانکا) واقع شده‌است.